# Ipocoristico
In linguistica, un ipocoristico è la modificazione fonetica (solitamente un raccorciamento) di un nome proprio di persona. Tale modificazione può originare un diminutivo, un vezzeggiativo, oppure una commistione delle due forme.
Il termine deriva dal greco antico: ὑποκοριστικός?, hypokoristikós, derivato a sua volta dal verbo ὑποκορίζομαι, hypokorízomai («chiamare con voce carezzevole»).

## Tipologia
Nella lingua italiana esistono vari modi di comporre un ipocoristico:
- Raddoppiamento di una sillaba interna al nome; questo fenomeno è tipico del linguaggio rivolto all'infanzia:

es.: An-tò-nio → Totò;   Fran-cé-sco → Cecé o Ciccio;   Sal-va-tó-re → Totò.
- Raddoppiamento della sillaba finale del nome, utilizzandone l'ultima consonante come iniziale:

es.: Da-niè-le → Lele;   Giu-sèp-pe → Peppe (o Beppe);   Lu-ì-gi → Gigi.
- Caduta di tutte le sillabe protoniche del nome, cioè di quelle che precedono le sillabe con l'accento tonico:

es.: Al-bèr-to → Berto;   An-tò-nio → Tonio;   Vin-cèn-zo → Enzo;  Gio-vàn-ni → Vanni;   Mattèo → Teo;   Fran-cé-sco → Cesco.
- Troncamento delle sillabe che seguono l'accento tonico, solitamente usato per rivolgersi direttamente alla persona:

es.: An-drè-a → Andrè;   Antò-nio → Antò;   Giù-lia → Giù;   Lu-ì-gi → Luì.
- Troncamento alla seconda sillaba del nome, con perdita delle successive sillabe e spostamento dell'accento tonico sulla prima sillaba dell'ipocoristico ottenuto:

es.: Da-niè-le → Dà-ni;   Si-mó-net-ta → Sì-mo;   Ca-mìl-la → Cà-mi;   Ni-cò-la → Nì-co.
- Troncamento dei vezzeggiativi formati coi suffissi ino, ina, etto, etta, uccio, uccia, perdita delle sillabe che precedono il suffisso e mantenimento del fonema che lo precede:

es.: Giovànni → Giovann-ino → Nino;   Màrta → Mart-ina → Tina;   Sìlvia → Silvi-etta → Ietta;   Marìa → Mari-uccia → Iuccia;   Càndido → Candid-uccio → Duccio;   Francésco → Francesch-etto → Chetto; Còsima → Cosim-ina → Mina.
Questo è il meccanismo più comune  per formare ipocoristici con qualsiasi nome.
- Contrazione del nome, per caduta di una o più consonanti e vocali interne:

es.: Durànte → Dante;   Giovànni → Gianni
La contrazione è diffusa anche nel caso di nomi doppi o composti.
es.: Maria Luisa → Marisa;   Maria Gabriella → Mariella;   Pier Luigi → Pigi.

## Altre accezioni del termine
Per estensione, si parla di linguaggio ipocoristico intendendo l'attitudine a impiegare alterazioni come il vezzeggiativo o il diminutivo nel linguaggio affettuoso.
È frequente nelle varietà di lingua utilizzate dagli adulti per rivolgersi ai bambini (Giorgino, la merendina è pronta), come nel cosiddetto maternese. L'uso dell'imperfetto può essere considerato come ipocoristico nei casi in cui l'adulto si rivolge al bambino come a un personaggio fiabesco (Eccolo, il nostro Giorgino era veramente un tesoruccio!).